# Hydropsyche
Hydropsyche – chruściki, owady wodne z rodziny Hydropsychidae. Larwy budują sieci łowne z jedwabiu. Odżywiają się małymi organizmami (dryf) i materią organiczną, unoszoną w wodzie (seston). Są filtratorami, zasiedlają rzeki (potamobionty) i strumienie (rhitrobionty).
Larwy Hydropsyche są stosunkowo łatwe do identyfikacji i hodowli, dlatego często wykorzystywane są w badaniach laboratoryjnych oraz do biomonitoringu. Larwy wydają dźwięki (strydulują), pocierając wyrostkami pierwszej pary odnóży o chitynowe listewki (wybrzuszenia) umiejscowione na głowie.
W Polsce odnotowano występowanie następujących gatunków z tego rodzaju:
- Hydropsyche angustipennis
- Hydropsyche botosaneanui
- Hydropsyche bulbifera
- Hydropsyche bulgaromanorum
- Hydropsyche contubernalis
  - Hydropsyche contubernalis masovica (podgatunek)
- Hydropsyche exocellata
- Hydropsyche fulvipes
- Hydropsyche guttata
- Hydropsyche incognita
- Hydropsyche instabilis
- Hydropsyche modesta
- Hydropsyche ornatula
- Hydropsyche pellucidula
- Hydropsyche saxonica
- Hydropsyche siltalai
- Hydropsyche tabacarui